# Піскою
Піскою (рум. Piscoiu) — село у повіті Горж в Румунії. Входить до складу комуни Стежарі.
Село розташоване на відстані 191 км на захід від Бухареста, 42 км на південний схід від Тиргу-Жіу, 58 км на північ від Крайови.

## Населення
За даними перепису населення 2002 року у селі проживали 896 осіб, усі — румуни. Усі жителі села рідною мовою назвали румунську.